# Blazice
Blazice (en allemand : Blasitz) est une commune du district de Kroměříž, dans la région de Zlín, en République tchèque. Sa population s'élevait à 217 habitants en 2025.

## Géographie
Blazice se trouve à 25 km au nord-est de Kroměříž, à 25 km au nord de Zlín, à 81 km à l'est-nord-est de Brno et à 242 km à l'est-sud-est de Prague.
La commune est limitée par Žákovice au nord et à l'est, par Vítonice au sud-est, par Bystřice pod Hostýnem au sud, et par Lipová au sud-ouest et par Radkovy et Radkova Lhota à l'ouest.

## Histoire
La première mention écrite du village date de 1358.

## Transports
Par la route, Blazice se trouve à 6 km de Bystřice pod Hostýnem, à 33 km de Kroměříž, à 34 km de Zlín et à 302 km de Prague.

## Source
- (cs) Cet article est partiellement ou en totalité issu de l’article de Wikipédia en tchèque intitulé « Blazice » (voir la liste des auteurs).